# Xylotrechus kayoensis
Xylotrechus kayoensis là một loài bọ cánh cứng trong họ Cerambycidae.